# Confine tra Finlandia e Norvegia
Il confine tra la Finlandia e la Norvegia descrive la linea di demarcazione tra i due stati sopra citati. È lunga 736 km.

## Caratteristiche
Esso si trova in Lapponia e separa a sud la provincia finlandese della Lapponia dalla regione norvegese del Nord-Norge a nord.
Il confine parte ad occidente dalla triplice frontiera tra Finlandia, Norvegia e Svezia denominata Treriksröset e termina ad oriente con la triplice frontiera tra Finlandia, Norvegia e Russia. Tra i due paesi è possibile attraversare liberamente il confine poiché entrambi gli Stati fanno parte dello spazio Schengen.

## Storia
Il confine è stato interno all'impero svedese fino al congresso di Vienna del 1814, quando l'intera Finlandia venne ceduta alla Russia per gli enormi sforzi fatti da essa contro Napoleone. Dopo questo evento il confine cambiò nel 1917, quando la Russia riconobbe l'indipendenza della Finlandia. L'ultima variazione di questo confine fu quando la Finlandia cedette la regione di Petsdamo all'URSS nel trattato di Parigi del 1947.